# Karl-Heinz Balzer (Fußballspieler)
Karl-Heinz Balzer (* 5. Februar 1929; † 11. November 1991) war ein deutscher Fußballspieler.

## Sportlicher Werdegang
Balzer begann mit dem Fußballspielen beim FC Schalke 04. 1946 schloss sich der Torhüter Eintracht Frankfurt in der Oberliga Süd an. Vor Beginn der Meisterschaft gewann er am 22. September des Jahres mit dem Klub durch einen 3:2-Endspielsieg über den Lokalrivalen Rot-Weiss Frankfurt nach Toren von Georg Muth und dem zweimal erfolgreichen Rudolf Motsch den Großhessischen Pokal. Beim Saisonauftakt gegen den FC Bayern München eine Woche später hütete er ebenso wie am dritten Spieltag gegen den TSV Schwaben Augsburg das Tor der Hessen. Im weiteren Saisonverlauf setzte sich jedoch Hans Ricker als Stammtorhüter bei der SGE durch, die die Spielzeit als Tabellendritter abschloss. Balzer spielte vorübergehend bei Preußen Wanne und zog später zu den Stuttgarter Kickers weiter. Dort kamen in der Oberliga-Spielzeit 1947/48 mit Helmut Jahn, Gerhard Bechtold, Walter Mattheis und Hanno Schnell zwar vier verschiedene Torhüter über den gesamten Saisonverlauf zum Einsatz, Balzer blieb jedoch in der Meisterschaft ohne Spielzeit. Auch bei der Endspielniederlage um den Württembergischen Vereinspokal im Juni 1949 gegen die TSG Ulm 1846 um den späteren Weltmeistertorwart Toni Turek kam er nicht zum Zug.
Im Sommer 1949 wechselte Balzer in den Amateurbereich zum ASV Durlach, mit dem er 1950 in die II. Division aufstieg. Dort blieb er bis zum Wiederabstieg 1955 als Torwart der Mannschaft, die in der Zweitliga-Spielzeit 1951/52 als Tabellenfünfter ihr bestes Ergebnis erreicht hatte. Während dieser Zeit führte er eine Totoannahmestelle in der Pfinztalstraße in Durlach, die zuvor auch Egon Stehlik führte.
Anschließend kehrte er in den Erstliga-Fußball zurück und schloss sich mit Bremerhaven 93 dem Vorjahresvizemeister der Oberliga Nord an. Hier trainierte er unter anderem unter Robert Gebhardt sowie Oswald Pfau. 1963 erreichte er mit der Mannschaft als 13. des Abschlussklassements mit zwei Punkten Vorsprung vor Altona 93 die direkte Qualifikation für die Regionalliga Nord, in der er bis 1966 aktiv war.
Über den weiteren Lebensweg Balzers ist nichts bekannt.